# 6835 Molfino
6835 Molfino è un asteroide della fascia principale. Scoperto nel 1994, presenta un'orbita caratterizzata da un semiasse maggiore pari a 2,6122347 UA e da un'eccentricità di 0,1697718, inclinata di 4,01147° rispetto all'eclittica.